# Хосе Хоакін Перес Маскаяно
Хосе Хоакін Перес Маскаяно (ісп. José Joaquín Pérez Mascayano; 6 травня 1801 — 1 липня 1889) — чилійський політичний діяч. Президент Чилі з 1861 по 1871 рік. У 1849—1850 роках обіймав посаду міністра внутрішніх справ та громадської безпеки Чилі, а з 1873 по 1876 посаду голови Сенату Чилі.